# Cyklonen Nargis
Cyklonen Nargis er en tropisk cyklon, der i starten af maj 2008 hærgede Burma (Myanmar). Minimum 36.000 er omkommet, men man frygter over 100.000 døde. Derudover har omkring 1 million mennesker mistet deres hjem.
Nargis opstod i Bengalske Bugt 27. april og trak langsomt mod nordvest. Undervejs passerede den Sri Lanka og gav heftig regnfald, der skabte en del ødelæggelse og gjorde 4.500 mennesker hjemløse, men forårsagede kun ganske få skader på mennesker (to personer meldes omkommet). Tilsyneladende mistede Nargis noget af kraften et par dage senere, men den genvandt snart igen styrke og vindhastigheden blev målt til 165 km/t (gennemsnit) med vindstød på op til 215 km/t 2. maj. Den ramte kysten i Burma med omtrent højeste styrke og passerede tæt på den store by Rangoon. Da den kom ind over land, mødte den så meget modstand, at den efterhånden mistede kraften, da den nåede grænsen til Thailand.
I Burma hærgede Nargis især omkring floden Irrawaddys delta, hvor der bor mange mennesker i lav højde over havet, så stormen og styrtregnen forårsagede store oversvømmelser.